# Engels-Zanzibarese Oorlog
De Engels-Zanzibarese oorlog werd uitgevochten door het Verenigd Koninkrijk en het Sultanaat Zanzibar op 27 augustus 1896. Met een duur van 38 minuten is het de kortste oorlog in de geschiedenis.
Toen de Britsgezinde sultan Hamad bin Thuwaini (1857-1896) overleden was (mogelijk vermoord) na een regering van drie jaar, werd hij opgevolgd door zijn neef sultan Khalid bin Barghash (1874-1927), een minder Brits- en meer Duitsgezinde vorst. Daarbij speelde de voor Zanzibar lucratieve slavernij een rol, die Hamad onder Britse druk trachtte af te schaffen. Omdat het Verenigd Koninkrijk zijn invloed in het sultanaat niet wilde verliezen, volgde een ultimatum: Khalid moest aftreden en het paleis verlaten.
Als antwoord barricadeerde Khalid zich in het paleis en riep de wacht op hem te beschermen. Op 27 augustus om negen uur 's morgens liep het ultimatum af. Op dat moment hadden de Britten een kleine oorlogsvloot bestaand uit drie kruisers en twee kanonneerboten verzameld, bemand met onder andere 150 mariniers en 900 Zanzibari's. Het commando werd gevormd door schout-bij-nacht Harry Rawson en brigadegeneraal Lloyd Mathews. De bezetting van het paleis bestond uit ongeveer 2.800 man: paleiswacht, bewapende burgers en paleisdienaren, die kanonnen en machinegeweren op de Britten richtten.
Om twee over negen werd het vuur geopend met een bombardement op het paleis, dat in brand vloog. In de haven werd het jacht van de sultan tot zinken gebracht, evenals twee kleinere Zanzibarese schepen. Toen de vlag op het paleis was weggeschoten werd het vuren gestaakt, om ongeveer 09.40 uur.
Er waren 500 doden en gewonden aan Zanzibarese kant, tegenover één gewonde onder de Britten. Sultan Khalid slaagde erin te vluchten en zocht asiel in het Duitse consulaat. Hij ontvluchtte Zanzibar met een Duits oorlogsschip, de Seeadler, en kreeg toestemming zich te vestigen in Dar es Salaam, destijds een stad in Duits-Oost-Afrika. De nieuwe, Britsgezinde sultan was Hamud bin Muhammed (1853-1902), die schout-bij-nacht Rawson dankbaar onderscheidde met de Arabische Orde van de Lovenswaardigen, eerste klasse.